# Loxostege kingi
Loxostege kingi là một loài bướm đêm trong họ Crambidae.